# Paouignan
Paouignan (ou Paougnan, Paouingnan, Pawignan) est un arrondissement du Bénin, situé dans la commune de Dassa-Zoumè et le département des Collines, au centre-sud du pays. 

## Population
Lors du recensement de 2013 (RGPH-4), l'arrondissement comptait 31 626 habitants.

## Géographie
Elle est traversée par la route Cotonou Dassa-Zoumé et la liaison Kétou, Zagnanado, Baname, Dassa-Zoumé. Elle est aussi traversée par le chemin de fer Cotonou-Parakou. Les langues parlées dans la ville sont mahi, fon, idatcha et français.

## Éducation
On y dénombre cinq collèges d'Enseignement Général publics et trois collèges d'Enseignement Général privés. Un lycée technique et industriel lui a été attribué en 2013 mais en 2016 le gouvernement a ramené le lycée à Bohicon.

## Personnalités liées à la ville de Paouignan
La romancière Gisèle Hountondji (1954-) y a effectué les premières années de sa scolarité. Paouignan est la ville natale de Gaston Dossouhoui actuel Ministre de l'agriculture. C'est aussi la ville de naissance du Professeur Innocent Datondji ancien Directeur de l'ENS Porto-Novo et du médecin Oscar Djigbénoudé ancien Directeur Départemental de la santé Zou/Collines, actuel Premier Adjoint au Maire de DASSA.

## Histoire de Paouignan
Paouignan signifie Kpan-aouignandédji. La ville est créée depuis le XVIe siècle par Kozégué, un natif d'Agonlin Zandjanando. Il s'agit de trois frères qui ont tous quittés Agonlin et dont l'ainé Kozégué s'est installé sur la colline dite Kpaouignan-sogo. Son second frère est parti s'installer à Soclogbo où il y a une grosse colline appelée Sô-clô-gbô. Le  troisième est parti s'installer à Akouagon appelé Dokoundji qui veut dire «lieu de grand rendement agricole et de la richesse». En effet, avant le fondement du royaume de Paouignan, il existait avant le IXe siècle les royaumes de Gbohouèlè, de Lissa et de Goussoé. Le royaume de Gbohouèlè est majoritairement bien peuplé dans la région, son dieu est le fétiche Hèbiosso. Ces rois utilisent des puissances mystiques comme la foudre pour foudroyer l'ennemi, des forces mystiques pour se transformer en herbes ou animaux, des pouvoirs mystiques avec une queue noire pour attirer la nuit sur son royaume ou la queue blanche pour attirer la lumière du jour sur le royaume. Ces capacités mystiques permettent au royaume de se défendre face aux invasions du royaume d'Abomey et d'autres royaumes. Les royaumes de Lissa et de Goussoé possèdent le fétiche Docounon qu'ils utilisent pour se défendre et se protéger. La localité de Kpingni Vèdji a son chef qui possède un pouvoir mystique grâce auquel il marche et fait marcher son peuple sur l'eau.

### Liste des rois de Paouignan
Noms
Règnes
Années
Commentaires
1-KOZEGUE
1615 -1655
40 ans
2-DEGNON 
1655 - 1676
21 ans
3-DESSOU-DESSA
1676 - 1709
33 ans
4-ADATO
1709 - 1731
22 ans
5-ATCHANDA ADANTO
1731 -1749
18 ans
6-YEFLAZAN
1749 - 1761
12 ans
7-ADDAMADJLODJÈ
1761 - 1821
60 ans
8-AHOSSOUKODJÈ
1821 - 1849
28 ans
9-HONSSAHOSSOU
1849 - 1857
8 ans
10-SEHOTO 1
1857 - 1923
66 ans
11-AĪGLA
1923 - 1957
34 ans
12-GBEFFA
1957 - 1980
23 ans
13-SEHOTO 2
19 80 - 2013
33ans
14-GNIDOTE SEHOTO 3
2013 - 2016
3 ans
Il a construit le centre culturel Mahihundo de Paouignan et a développé le réseau de transport et de distribution d'eau urbaine.
15-

## Économie
Elle possède l'une des grandes usines d'égrenage de coton de l'État béninois et une usine rizerie.
On remarque également la présence d'un hôtel et d'autres qui sont en construction.
L'économie de Paouignan est dominée par l'agriculture. Les produits agricoles tels que coton, soja, manioc, maïs, haricot (vert et blanc), arachide, riz, palmier à huile, noix de cajou sont produits. On a également l'élevage de porcs, des moutons et des volailles; la production du miel, des poissons, du bois et d'autress produit halieutiques.

En 2023, la population de l'arrondissement de Paouignan est aux environs de 50000 habitants, le pouvoir d'achat de la ville avoisine les 110 950 000 dollars américains, soit 2219$ par habitant. La Poste office du Bénin a un établissement pour des activités de transfert de courrier et autres activités bancaires et la FECECAM Bénin effectue des activités bancaires et de micro-crédit. La ville est traversée par le chemin de fer et la route goudronnée Cotonou-Parakou.

À Paouignan, l'Internet est développé et on a la connexion 4G+ et 5G avec des réseaux GSM ou par câble et wifi haut débit. C'est également une ville commerciale et touristique dans les collines.

## Culture et patrimoine
Elle a abrité le festival Mahihundo 2017 et fait partir du pays Mahi.

## Religions

### Catholique
En janvier 1895, une mission de reconnaissance, composée des Pères Schenkel et François Steinmetz, arrive à Paouignan pour la reconnaissance de la localité. En 1921, François Steinmetz demande au P. Girerd d’aller ouvrir une mission à Dassa-Zoumé et en 1922, le P. Girerd vient habiter à Dassa-Zoumé. Il installe une mission secondaire à Paouignan. En 1931, l'église de Paouignan faisait partie des six églises sur dix-huit qui sont couvertes en tôles dans le district de Dassa-Zoumé. Les chrétiens ont construit le mur du bâtiment en 1929 et ont couvert le bâtiment avec des tôles ondulées. Le 5 avril 1963, le Pape Jean XXIII crée à la suite de la demande de l'archevêque Bernardin Gantin le diocèse d'Abomey. Mgr Lucien Monsi-Agboka en est le premier évêque. Il crée des paroisses, au fur et à mesure qu’il a des prêtres disponibles à y affecter. C’est ainsi qu’il créa comme d'autres la paroisse de Paouignan (1965).

### Protestant
C'est la deuxième religion chrétienne après l'église catholique. Son église est dans le quartier houémè.

### Autres religions chrétiennes
Les autres religions chrétiennes sont : les Christianistes Célestes, les Évangéliques, les Pentecôtistes, les Missions Évangéliques de Foi (MEF), etc.

### Islam
L'islam est peu pratiqué et seulement par des étrangers musulmans qui vivent dans la ville. On décompte environ cinq mosquées.

### Les religions vaudoues
À Paouignan, il y a plusieurs religions vaudoues comme le vaudou Sapkata, le vaudou Hébiosseau, le vaudou Dokounon, le Naissouhoué, le Damandoudé et autres. 
Ces vaudous sont des vaudous autochtones et non importés tandis qu'il y en a d'autres qui sont importés.